# Renzo Martinelli
Renzo Martinelli (ur. 1948 w Cesano Maderno) – włoski reżyser, scenarzysta i producent filmowy.
Martinelli otrzymał dyplom uczelni wyższej z języków oraz literatury zagranicznej, ukończył również nauki polityczne na Katolickim Uniwersytecie Najświętszego Serca w Mediolanie. Początkowo kręcił filmy dokumentalne i reklamy. Zadebiutował na srebrnym ekranie w 1993 roku filmem Sarahsarà. Jest autorem książki pt. Piazza delle Cinque Lune: il thriller del caso Moro.

## Filmografia

### Reżyser
Źródło: Filmweb
- Sarahsarà (1994)
- Porzus (1997)
- Tama - tragedia w Vajont (2001)
- Plac pięciu księżyców (2003)
- Szlachetny kamień (2006)
- Carnera - wielki mistrz (2008)
- Barbarossa - Klątwa Przepowiedni (2009)
- Bitwa pod Wiedniem (2012)

### Scenarzysta
Źródło: Filmweb
- Sarahsarà (1994)
- Porzus(1997)
- Kidnapping - Ein Vater schlägt zurück (1998)
- Tama - tragedia w Vajont (2001)
- Plac pięciu księżyców (2003)
- Szlachetny kamień (2006)
- Carnera - wielki mistrz (2008)
- Barbarossa - Klątwa Przepowiedni (2009)
- Bitwa pod Wiedniem (2012)